# Championnat de France masculin de handball 1997-1998
Navigation
Division 1 1996-1997 Division 1 1998-1999
Le championnat de France de Division 1 masculin 1997-1998 est le plus haut niveau de handball en France. 
Le titre de champion de France est remporté par le Montpellier Handball. C'est leur deuxième titre de champion de France. Le Stade olympique de Chambéry termine pour la première fois de son histoire à la 2e place. En revanche, l'US Ivry, annoncé en début de saison comme favori à sa succession, rate totalement sa saison avec une élimination au tour préliminaire de la Ligue des champions face aux Israéliens de Rishon LeZion et une décevante 7e place en championnat.
En bas du classement, l'AC Boulogne-Billancourt et le Villeurbanne handball association sont relégués en Division 2.

## Participants
| Club                      | 1996/1997 |
| ------------------------- | --------- |
| US Ivry                   | 1er       |
| US Créteil                | 2e        |
| Montpellier Handball      | 3e        |
| PSG-Asnières              | 4e        |
| SO Chambéry               | 5e        |
| Massy Essonne Handball    | 6e        |
| Sporting Toulouse 31      | 7e        |
| UMS Pontault-Combault HB  | 8e        |
| Girondins de Bordeaux HBC | 9e        |
| AC Boulogne-Billancourt   | 10e       |
| US Dunkerque              | 11e       |
| Cavigal Nice              | 1er D2    |
| Villeurbanne HBA          | 2e D2     |
| SC Sélestat               | 3e D2     |

## Effectif des équipes et transferts
Cf.  document externe : « Hand mag n°19 : Présentation de la saison et effectifs », Fédération française de handball, septembre 1997 (consulté le 25 mai 2018), p. 6-17

## Compétition
Le classement final du championnat est :
|    | Équipe                    | Pts | J  | G  | N | P  | Bp  | Bc  | Diff |
| -- | ------------------------- | --- | -- | -- | - | -- | --- | --- | ---- |
| 1  | Montpellier Handball      | 73  | 26 | 23 | 1 | 2  | 725 | 565 | 160  |
| 2  | SO Chambéry               | 68  | 26 | 20 | 2 | 4  | 701 | 598 | 103  |
| 3  | Sporting Toulouse 31C     | 65  | 26 | 18 | 3 | 5  | 688 | 598 | 90   |
| 4  | US Dunkerque              | 60  | 26 | 16 | 2 | 8  | 684 | 634 | 50   |
| 5  | Girondins de Bordeaux HBC | 58  | 26 | 15 | 2 | 9  | 659 | 617 | 42   |
| 6  | UMS Pontault-Combault     | 54  | 26 | 13 | 2 | 11 | 723 | 702 | 21   |
| 7  | US IvryT                  | 51  | 26 | 11 | 3 | 12 | 680 | 690 | -10  |
| 8  | PSG-Asnières              | 46  | 26 | 9  | 2 | 15 | 625 | 653 | -28  |
| 9  | SC SélestatP              | 46  | 26 | 7  | 6 | 13 | 618 | 658 | -40  |
| 10 | Massy Essonne Handball    | 45  | 26 | 9  | 1 | 16 | 636 | 667 | -31  |
| 11 | US Créteil HB             | 45  | 26 | 8  | 3 | 15 | 584 | 636 | -52  |
| 12 | Cavigal NiceP             | 44  | 26 | 6  | 6 | 14 | 578 | 630 | -52  |
| 13 | AC Boulogne-Billancourt   | 39  | 26 | 6  | 1 | 19 | 633 | 755 | -122 |
| 14 | Villeurbanne HAP          | 34  | 26 | 3  | 2 | 21 | 631 | 762 | -131 |

- Champion et qualifié en Ligue des champions
- Qualification pour la Coupe des coupes (C2)
- Qualification pour la Coupe de l'EHF (C3)
- Qualification pour la Coupe des Villes (C4)
- Relégation en Division 2

Abréviations
- C : Vainqueur de la Coupe de France
- T : Tenant du titre 1997
- P : Promus de Proligue

## Effectif du champion
L'effectif du Montpellier Handball, champion de France est :
| N° | Joueur            | Nat.     | Poste          | Age    | Taille | Poids  |
| -- | ----------------- | -------- | -------------- | ------ | ------ | ------ |
| 1  | Daouda Karaboué   | France   | Gardien de but | 22 ans | 195 cm | 92 kg  |
| 16 | Sorin Toacsen     | Roumanie | Gardien de but | 28 ans | 192 cm | 99 kg  |
| 12 | Andy Sekiou       | France   | Gardien de but | 21 ans | 192 cm | 98 kg  |
| 9  | Patrick Cazal     | France   | Arrière droit  | 26 ans | 186 cm | 92 kg  |
| 17 | Cédric Burdet     | France   | Arrière droit  | 23 ans | 194 cm | 94 kg  |
| 3  | Didier Dinart     | France   | Arrière gauche | 25 ans | 197 cm | 102 kg |
| 11 | Rabah Gherbi      | Algérie  | Demi-centre    | 27 ans | 190 cm | 87 kg  |
| 8  | Frédéric Anquetil | France   | Ailier         | 30 ans | 182 cm | 78 kg  |
| 10 | Laurent Puigségur | France   | Pivot          | 25 ans | 184 cm | 89 kg  |
| 18 | Grégory Anquetil  | France   | Ailier droit   | 27 ans | 180 cm | 80 kg  |
| 15 | Adriaan Gregory   | France   | Pivot          | 21 ans | 194 cm | 102 kg |
| 13 | Andrej Golić      | France   | Demi-centre    | 23 ans | 183 cm | 80 kg  |
| 2  | Laurent Busselier | France   | Ailier gauche  | 21 ans | 183 cm | 79 kg  |
| 5  | Mickaël Durban    | France   | Pivot          | 21 ans | 187 cm | 87 kg  |
| -  | Patrice Canayer   | France   | Entraîneur     | -      | -      | -      |

## Statistiques et récompenses

### Meilleurs joueurs
À l'issue du championnat, les Sept d'or Adidas du handball 1998 ont été décernés à, :
- Meilleur joueur : Cédric Burdet (Montpellier Handball)
- Meilleur gardien : Dragan Mladenović (US Dunkerque)
- Meilleur ailier gauche : Olivier Girault (Massy Essonne Handball)
- Meilleur arrière gauche : Guillaume Gille (Stade olympique de Chambéry)
- Meilleur demi-centre : Andrej Golić (Montpellier Handball)
- Meilleur pivot : Christophe Kempé (Sporting Toulouse 31)
- Meilleur arrière droit : Cédric Burdet (Montpellier Handball)
- Meilleur ailier droit : Stéphane Plantin (Sporting Toulouse 31).

Au préalable, Daniel Costantini, le sélectionneur national, avait soumis, à chaque poste, une liste de cinq joueurs, même s'il était possible de choisir un autre joueur :
- Gardiens de but
  - Dragan Mladenović (Dunkerque)
  - Francis Franck (PSG)
  - Benoît Varloteaux (Chambéry)
  - Sorin Toacsen (Montpellier)
  - Bruno Martini (Toulouse)
- Ailiers gauches
  - Stéphane Cordinier (PSG)
  - Olivier Girault (Massy)
  - Jérôme Delaporte (Dunkerque)
  - Franck Chapel (Chambéry)
  - Emmanuel Courteaux (Pontault)
- Arrières gauches
  - Guillaume Gille (Chambéry)
  - Jérôme Fernandez (Toulouse)
  - Benoît Gruselle (Dunkerque)
  - Didier Dinart (Montpellier)
  - Ciprian Beșta (Bordeaux)
- Demi-centres
  - Andrej Golić (Montpellier)
  - Denis Lathoud (Ivry)
  - Jean-Louis Auxenfans (ACBB)
  - François Woum-Woum (Toulouse)
  - Dragoș Dobrescu (Sélestat)
- Pivot
  - Ion Mocanu (Pontault)
  - Semir Zuzo (Massy)
  - Bertrand Gille (Chambéry)
  - Laurent Puigségur (Montpellier)
  - Hubert Droy (Ivry)
- Arrières droits
  - Cédric Burdet (Montpellier)
  - Yérime Sylla (Dunkerque)
  - Cyril Happe (Massy)
  - Attila Borsos (Chambéry)
  - Rudi Prisăcaru (Toulouse)
- Ailiers droits
  - Grégory Anquetil (Montpellier)
  - Pascal Léandri (Dunkerque)
  - Sylvain Cloarec (Chambéry)
  - Stéphane Plantin (Toulouse)
  - Philippe Julia (Bordeaux)

Les lecteurs d'Hand mag devaient répondre avant le 30 avril 1998 avec le bulletin-réponse ou sur papier libre. À noter que c'est Christophe Kempé qui sera nommé meilleur pivot bien que ne figurant pas dans la liste établie par Costantini.

### Meilleurs buteurs
Le meilleur buteur est Emmanuel Courteaux, le joueur de l'UMS Pontault-Combault HB avec 178 (?) buts marqués à environ 80 % de réussite,